# Бабрујск
Бабрујск или Бобрујск (блр. Бабруйск, рус. Бобруйск) је град у Белорусији. Налази се у централном делу државе, у Могиљевској области.
Бобрујск је добио име по руској речи за даброве који насељавају овај регион.
Град се налази на реци Березини.

## Становништво
У граду је 2024. године живело 207.351 становника.
| 1979.   | 1989.   | 1999.   | 2009.   | 2012.   | 2024.   |
| ------- | ------- | ------- | ------- | ------- | ------- |
| 192.207 | 221.166 | 221.166 | 215.092 | 216.522 | 207.351 |